# 中山道伝馬騒動
中山道伝馬騒動（なかせんどう てんまそうどう）は、江戸時代の一揆。明和元年（1764年）閏12月下旬から翌明和2年（1765年）1月にかけて主要街道の一つであった中山道沿いで発生した一揆。
騒動が武蔵国を中心に上野国、信濃国と広範囲に及んだ。領主側の立場でもある村役人が多数参画した。最終的には一揆の原因となった要求を幕府側は取り下げた。

## 背景
後北条氏が滅亡したのち、徳川家康が江戸に入城した。江戸時代には幕府により中山道をはじめとする東海道、日光街道、奥州街道、甲州街道による五街道の整備が進められ、公用のための伝馬制が整えられていた。街道添いには宿場町が設置された。
宿駅は常備人馬で継ぎ送りをするが、支障が出る場合には宿駅近郊の郷村が補助的に人馬の提供を行う、その課役制度である助郷制度が設定された。助郷制度の成立は、幕府が寛永14年（1637年）に東海道や、その脇往還美濃路などの宿駅に助馬村の設置を命じ、元禄2年（1689年）より各宿の助郷の有無とその現状の調査をはじめ、中山道は元禄6年（1693年）に調査した。その後、幕府は元禄7年（1694年）には東海道・中山道の宿駅近郊の村々に助郷制を定め、「助郷帳（証文）」を交付した。
また、中山道沿いは幕府直轄領が多く、騒動の中心となった北武蔵の百姓には本年貢のほか水利普請や鷹場管理などの公用負担が存在した。

## 騒動の経緯

### 増助郷政策
幕府は増助郷政策を行い宝暦・天明年間には取り割り当てが増加し百姓負担が増加していた。幕府による増助郷は一方で助郷の専業者や助郷役の代勤（雇替え）が浸透するなど農村社会の弛緩を招き、また助郷をめぐり定助郷村と非定助郷村間の対立も発生していた。明和元年2月には大宮・上尾・桶川三宿の惣代や川田谷村名主高橋甚左衛門らが助郷村の拡大を訴願している。
明和元年（1764年）には朝鮮通信使が来日し、幕府は使節の通過する東海道・中山道（板橋宿から和田宿に至る28宿）沿いの諸宿に対して村高100高につき金三両一分余の国役金納入を命じられ、さらに12月に翌年の日光東照宮150回忌に備えた人足と馬の提供を求めようと各村役人に出頭を求める増助郷策が続いた。

### 騒動の発生
助郷村では幕府の増助郷に反対する百姓の組織化が起こり、村役人の多くが負担に反発し出頭を断わると、村役人に賛同する農民が熊谷宿、鴻巣宿、桶川宿などに集結して蜂起、幕府側に抵抗した。明和元年（1764年）12月から翌2年正月に、騒動は瞬く間に街道沿いに広がり、武蔵・上野・信濃および下野の一部にわたって発生し、20万人が参加したといわれる伝馬大騒動が起こった。
10万人とも30万人とも伝えられる規模に拡大、江戸市中へ飛び火することを恐れた幕府側は、助郷の追加負担を取り下げ沈静化を図った。しかし治安は回復せず、年末から翌年の正月にかけて暴徒が街道沿いの富農を襲撃する打ちこわしを起こし、中山道の機能がマヒする事態となった。

### 奉行所の裁許
幕府側は、多数の村役人を拘束し処分した。特に関村（現在の埼玉県美里町）の名主・遠藤兵内を首謀者として獄門に処している。その後、遠藤兵内は地元民から義民として祭られている。